# 伊万·根纳季耶维奇·雅科夫列夫
伊万·根纳季耶维奇·雅科夫列夫（羅馬化：Ivan Gennad'yevich Yakovlev；1995年4月17日—）是俄罗斯排球运动员。他是俄罗斯国家男子排球队的一员。目前他效力于圣彼得堡泽尼特排球俱乐部。他于2021年被授予俄罗斯荣誉体育大师头衔。